# Reprezentacja Turcji na Mistrzostwach Świata w Narciarstwie Klasycznym 2005
Reprezentacja Turcji na Mistrzostwach Świata w Narciarstwie Klasycznym 2005 w Oberstdorfie liczyła pięcioro sportowców - jedną biegaczkę i czterech biegaczy. Najlepszym wynikiem było 66. miejsce Kelime Aydın w sprincie kobiet.

## Medale

### Złote medale
Brak

### Srebrne medale
Brak

### Brązowe medale
Brak

## Wyniki

### Biegi narciarskie

#### Mężczyźni
Sprint
- Muhammet Kızılarslan - 73. miejsce
- Burhan Oğlago - 80. miejsce

15 km stylem dowolnym
- Sebahattin Oğlago - 86. miejsce
- Muhammet Kızılarslan - 90. miejsce
- Erkan Yildirim - 102. miejsce
- Burhan Oğlago - 103. miejsce

Bieg pościgowy 2x15 km
- Sebahattin Oğlago - nie ukończył
- Erkan Yildirim - nie ukończył

#### Kobiety
Sprint
- Kelime Aydın Çetinkaya - 66. miejsce

10 km stylem dowolnym
- Kelime Aydın Çetinkaya - 67. miejsce

Bieg pościgowy 2x7,5 km
- Kelime Aydın Çetinkaya - nie ukończyła